# Epicurus
Epicurus (Oudgrieks: Ἐπίκουρος, Epikouros, Nederlands, verouderd: Epicuur) (341 v.Chr. - 270 v.Chr.) was een Grieks filosoof en stichter van de epicuristische school in het hellenistische Athene. Hij was een zeer productief denker en zou meer hebben geschreven dan elke filosoof voor hem. Van al deze geschriften zijn er slechts drie brieven en een honderdtal leerstellingen overgeleverd. Epicurus' filosofie spitste zich toe op ethiek en de natuurfilosofie. Voor verdere informatie over Epicurus' leven en filosofie is men aangewezen op auteurs zoals Diogenes Laërtius, Lucretius, Plutarchus en Cicero.
Epicurus staat bekend als de filosoof van het atomisme, genot, vriendschap en het eenvoudige leven. Al deze elementen kwamen samen in de school die hij in 306 v.Chr. stichtte in Athene, de
'tuin van Epicurus' waar ook vrouwen en slaven welkom waren. In zijn eigen tijd was hij al een veelbesproken filosoof: door sommigen werd hij op handen gedragen door anderen juist verketterd. Zijn filosofische tegenstanders beeldden Epicurus graag af als een goddeloze, genotzuchtige en losbandige filosoof die louter op excessieve wijze zijn lichamelijke behoeftes placht te bevredigen. In werkelijkheid stond Epicurus juist een sobere en eenvoudige levensstijl voor. Het hoogste goed was volgens Epicurus een gelukkig leven gekenmerkt door geestelijke gemoedsrust (ἀταραξία, ataraxia) en vrijheid van lichamelijke pijn (ἀπονία, aponia). Bovendien erkende Epicurus het bestaan van de goden maar ontkende hij hetgeen de massa hun toedichtte. Epicurus streefde ernaar mensen te bevrijden van irrationele angsten voor zowel de goden als de dood. Met zijn atomisme als basis trachtte hij aan te tonen dat de goden de mens geen kwaad kunnen berokkenen en dat de dood een absentie is van ervaring.
Wat betreft zijn kenleer was Epicurus geïnspireerd door Aristoteles. Epicurus kan gekenschetst worden als een empirist, wat inhoudt dat hij geloofde dat kennis afkomstig is uit de zintuigen en dat bijgevolg dingen alleen kenbaar zijn via de zintuigen. Epicurus' empirisme moet echter niet gelijkgesteld worden met het empirisme van de latere John Locke. Epicurus was er namelijk van overtuigd dat mensen ook aangeboren ideeën (πρόληψις, prolepsis) hebben. Deze ideeën zijn, in tegenstelling tot de ideeënleer van Plato, niet afkomstig uit een hogere immateriële sfeer maar worden volgens Epicurus aangebracht door de natuur zelf. De fysica en kosmogonie van Epicurus zijn geïnspireerd door de presocratische filosoof Democritus. Epicurus was van mening dat het universum bestaat uit een oneindige hoeveelheid atomen en leegte. Alle samengestelde lichamen in het universum zijn een product van loodrecht naar beneden vallende atomen die door minieme toevallige afwijkingen botsen en samenklonteren. De ongedetermineerdheid van deze afwijkingen biedt voor Epicurus de grond voor de menselijke vrije wil en betekent eveneens een significante breuk met het atomisme van Democritus.
Na zijn dood bleef Epicurus gedurende de verdere periode van de klassieke oudheid een invloedrijk figuur. Denkers zoals Diogenes van Oinoanda, Philodemus en Lucretius voegden zich in de epicuristische traditie en Romeinse auteurs zoals Cicero en Seneca traden in hun geschriften veelvuldig in debat met Epicurus. De populariteit van het epicurisme bereikte haar hoogtepunt in de late oudheid maar kelderde snel in de vroege middeleeuwen door de opkomst van het christendom. In de middeleeuwen was er weinig belangstelling voor Epicurus met name omdat zijn theologie en kosmogonie in strijd waren met de toen heersende christelijke dogma's. In de vroegmoderne tijd hernieuwde de interesse in Epicurus' filosofie na tussenkomst van Pierre Gassendi, een katholieke priester die het christendom probeerde te verenigen met het atomisme van Epicurus. Ook denkers als Voltaire, Thomas Hobbes, David Hume en John Locke zijn in hun ideeën schatplichtig aan Epicurus. Daarenboven zijn het klassieke utilitarisme van Jeremy Bentham en het materialisme van Karl Marx uitwerkingen van zijn filosofie.

## Leven

### Jeugd en filosofische ontwikkeling (341 v.Chr. - 306 v.Chr.)
Epicurus werd in 341 v.Chr. geboren op het eiland Samos. Zijn vader Neocles was een clerurch die op Samos zijn geld verdiende als leermeester. Epicurus' moeder, Chaerestrate, zou korte tijd priesteres zijn geweest. Daarenboven had Epicurus drie broers die zich later allemaal hebben verbonden aan zijn leer.
Verder is er weinig bekend over Epicurus' jeugd behalve dat hij op een vroege leeftijd al geïnteresseerd zou zijn geraakt in de filosofie. Hij moet naar alle waarschijnlijkheid een klassiek Griekse algemene educatie (παιδεία, paideia) hebben genoten onder de Samische platonist Pamphilus. Deze educatie duurde circa vier jaar en Epicurus zou hier veel geleerd hebben maar later ook kritisch zijn op het platonisme en het concept van paideia. Toen Epicurus veertien jaar oud was zou hij in de war zijn geraakt door Hesiodos' bespreking van chaos (xάος) als de grondslag voor het ontstaan van de kosmos. Toen Epicurus de vraag stelde waaruit chaos dan gevormd was, zou zijn leraar hebben geantwoord dat dit een onderwerp is voor de filosofen. Vanaf dat moment was Epicurus erop gebrand om meer te leren over filosofie. Het is onduidelijk of Epicurus in deze vroege fase van zijn leven al in aanraking is gekomen met de filosofie van Democritus.
In 323 v.Chr. arriveerde Epicurus in Athene om zijn militaire verplichtingen als efebe te vervullen. Het lijkt aannemelijk dat Epicurus tijdens zijn militaire dienst is opgetrokken met de latere toneelschrijver Menander, gezien hun overeenkomst in leeftijd en preoccupatie met het concept genot. Naast zijn militaire taken had Epicurus in Athene de gelegenheid om kennis op te doen van de grote filosofen van welleer. Zijn belangrijkste tijdgenoot was Aristoteles, die toentertijd weliswaar Athene ontvlucht was maar van wie het gedachtegoed voortleefde in de Attische intellectuele elite. Mogelijk werd Epicurus in deze periode ook beïnvloed door het cynisme met Krates van Thebe, de leerling van Diogenes van Sinope, als tijd- en stadgenoot. Naast de filosofische dimensie die Athene te bieden had, was Epicurus een directe getuige van het politieke tumult dat volgde op de plotselinge dood van Alexander de Grote. De gevaren van politiek werden duidelijk zichtbaar en het leiden van een individueel teruggetrokken bestaan werd aanlokkelijk. Hetgeen een onmiskenbare invloed heeft gehad op zijn ethiek en politieke filosofie.
In 321 v.Chr. werd zijn familie op Samos verjaagd naar Colophon in Ionië. Epicurus voegde zich korte tijd hierna bij zijn familie en verbleef tien jaar afwisselend in Colophon en Teos. In deze periode werd hij een leerling van  Nausiphanes van Teos maar er wordt ook aangenomen dat Epicurus in deze tijd een leerling was van de peripateticus Praxiphanes. Zeker is dat Nausiphanes een grote invloed gehad op de filosofie van Epicurus. Nausiphanes was een aanhanger van Democritus' atomisme en een oud-leerling van de scepticus Pyrrho van Elis. Naar alle waarschijnlijkheid heeft Epicurus onder Nausiphanes de basisprincipes van het atomisme geleerd. Toch raakte Epicurus op persoonlijk en filosofisch vlak gebrouilleerd met zijn leermeester en omschreef hij zichzelf later als een autodidact, waarmee hij de invloed van Nausiphanes ontkende.
Na tien jaar in Colophon, wierp hij zichzelf in 311 v.Chr. op als leraar in de stad Mytilini op Lesbos. Zijn leraarschap was echter kortstondig en de politieke situatie aldaar noodzaakte hem het eiland te verlaten of, op zijn minst, zijn werkzaamheden als leraar neer te leggen. Epicurus verruilde Mytilini uiteindelijk voor het aan de Hellespont gelegen Lampsacus, waar hij tot de zomer van 306 v.Chr. zou verblijven. In Lampsacus heeft Epicurus mogelijk contact gehad met de peripatetische filosoof Strato van Lampsacus.

### Stichting van de epicuristische school in Athene (306 v.Chr. - 270 v.Chr.)
In 306 v.Chr. vestigde Epicurus zich weer in Athene waar hij tot aan zijn dood zou blijven. Naar alle waarschijnlijkheid vertrok hij naar Athene met zijn latere opvolger als scholarch van de epicuristische school: Hermarchos, wie hij in Mytilini heeft leren kennen. Epicurus kocht in Athene een huis met aangrenzende tuin (κῆπος, kepos), tussen het centrum van Athene en de havenplaats Piraeus in. Dat Epicurus deze tuin in Athene betrok heeft te maken met het feit dat Athene de culturele hoofdstad was van zijn tijd en hij naar alle waarschijnlijkheid het prestige wilde genieten dat kwam kijken bij het stichten van een nieuwe filosofische school. De tuin wordt vaak gezien als het epicentrum van de epicuristische school, maar in feite was het huis de plek waar de belangrijkste leerlingen van Epicurus samenschoolde. Desalniettemin was de tuin een integraal onderdeel van de school en werd er samen gegeten en gefilosofeerd, tegen de conventies van de tijd in werden vrouwen en slaven ook verwelkomd in de tuin. Ondanks deze ruimhartigheid stond Epicurus erop de gemeenschap in de tuin kleinschalig te houden. Bezittingen waren niet communaal en het voorbestaan van de school was afhankelijk van financieel welgestelde leden en giften van gemeenschappen buiten de school. De volgende spreuk moet volgens Seneca op de poort van de tuin van Epicurus hebben gestaan:
Vreemdeling, hier zal voor u goed toeven zijn, het hoogste goed hier is genot.
Anders dan deze spreuk wellicht laat vermoeden, leefde de epicuristische commune een sober teruggetrokken bestaan. Zij spendeerden elke dag een minimale tijd om het benodigde eten en drinken te verzamelen. Af en toe dronken zij wijn maar hoofdzakelijk werd er water gedronken. Voedsel luxer dan brood was strikt verboden behalve op feestdagen. Na het overlijden van Epicurus zouden zijn geboortedag en iedere twintigste dag van de maand feestdagen zijn.

### Dood (270 v.Chr.)
In 270 v.Chr. bezweek Epicurus aan de gevolgen van nierstenen. Diogenes Laërtius heeft het testament en de afscheidsbrief van Epicurus opgenomen in zijn doxografie. Het laatste bekende geschrift van Epicurus dateert van de dag van zijn overlijden en is gericht aan zijn leerling Idomeneus:
Op deze gelukkige dag waarop ik mijn leven beëindig, schrijf ik u dit. Mijn moeilijkheden bij het urineren en mijn dysenterie zijn er nog steeds en hebben hun verschrikkelijke kracht niet verloren. Daartegenover staat de vreugde in mijn ziel over de herinneringen aan de fijne gesprekken die wij hebben gehad.
In de oudheid was het testament van Epicurus al een onderwerp van discussie. Volgens Cicero zou het opstellen van een testament strijdig zijn met Epicurus' opvatting dat de dood ons niks aangaat en bovendien een bewijs zijn dat Epicurus niet overtuigd was van zijn eigen filosofie.

## Werken

### Primair

#### Brieven
Via Diogenes Laërtius zijn er drie brieven overgeleverd van Epicurus. De brieven zijn gericht aan zijn leerlingen respectievelijk: Herodotus, Pythocles en Menoikeus. De brieven zijn beknopte uiteenzettingen van theorieën die Epicurus in andere (niet overgeleverde) werken uitgebreider behandeld heeft:
- In De brief aan Herodotus worden de hoofdlijnen van Epicurus' fysica samengevat. Natuurfilosofische thema's zoals atomen, leegte, beweging, tijd en de oorsprong van het universum worden door Epicurus besproken. Ook besteedt hij in deze brief aandacht aan de ziel, de menselijke houding ten aanzien van de goden en hemellichamen en het uiteindelijke doel dat de fysica en astronomie zouden moeten dienen.
- In De brief aan Pythocles gaat Epicurus verder in op de hemellichamen en de astronomie in algemene zin. Ook omvat de brief een uitgebreide uiteenzetting van Epciurus' meteorologie.
- In De brief aan Menoikeus wijdt Epicurus uit over de ethische kant van het epicurisme. In de brief behandelt hij thema's zoals theologie, de dood, verschillende ordes van verlangen, genot als hoogste goed en keuzevrijheid.

#### Leerstellingen
- De Authentieke Leerstellingen (Κύριαι Δόξα, Kuriai Doxai; Ratae Sententiae) is een collectie van 40 leerstellingen van Epicurus. De Authentieke Leerstellingen werden voor het eerst als een dusdanige collectie gepubliceerd in 1887 door de Duitse filoloog Herman Usener.[29] Het bestaan van de leerstellingen was echter al langer bekend en de collectie wordt al genoemd door Diogenes Laërtius.[p 21] Het is bekend dat de volgelingen van Epicurus deze leerstellingen memoriseerden zodat zij snel hun handelen konden bepalen en hun filosofische opponenten vlug van repliek konden dienen.[29][p 22] De Authentieke Leerstellingen beslaan ethische thema's zoals genot, handelen en de dood maar ook zijn er stellingen die betrekking hebben op politiek.
- De Vaticaanse Leerstellingen (Sententiae Vaticanae) is een collectie van 81 leerstellingen toegeschreven aan Epicurus en zijn leerling Metrodorus. De Vaticaanse Leerstellingen werden in 1888 ontdekt in de Vaticaanse Bibliotheek toen de Tsjechische classicus Karl Wotke op een 14e-eeuws manuscript van de leerstellingen stuitte.[30] Het manuscript droeg de oorspronkelijke titel: 'Eπικουροϋ Προσφωvησις' (Epikourou Prosphonesis = "De verklaring van Epicurus"), maar werd later hernoemd naar de vindplaats.[30] Naar alle waarschijnlijkheid zijn in het 14e-eeuwse manuscript verschillende losse uitspraken van Epicurus en zijn leerling Metrodorus samengevoegd. Dit is te verklaren aan een overlap met de Authentieke Leerstellingen.[30] Zeker is in ieder geval dat tussen de 14e eeuw en het eind van de 19e eeuw niemand kennis had van het bestaan van de Vaticaanse Leerstellingen. Thema's die in deze collectie worden aangestipt zijn onder meer vriendschap, verradelijke verlangens, ouderdom en de dood.

#### 'Over de natuur'

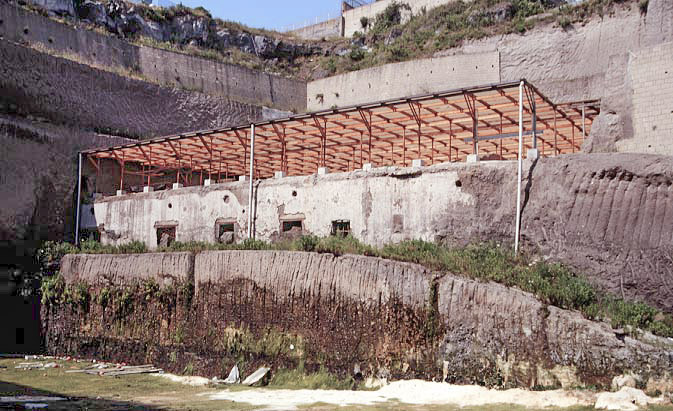
De Villa dei Papyri waar de verkoolde manuscripten van Epicurus' hoofdwerk Over de natuur zijn gevonden.

- Over de natuur (Περὶ Φύσεως, Peri Physeos) is de naam van het 37 boekrollen tellend hoofdwerk van Epicurus.[p 23] Zeker is dat Epicurus al rond 301 v.Chr. werkte aan zijn magnum opus.[31] Tijdens de excavatie van een privébibliotheek in het plaatsje Herculaneum, zijn in de 18e eeuw drie verkoolde manuscripten van Over de natuur gevonden, daterend van de 3e/2e eeuw v.Chr.[32][33] De privébibliotheek (de zogeheten Villa dei Papyri) werd tijdens de uitbarsting van de Vesuvius in 79 door negentien meter aan lava en as bedekt, hetgeen de conservatie van de manuscripten garandeerde. Desalniettemin zijn de manuscripten in slechte staat en al sinds het begin van de 19e eeuw zijn classici bezig met het ontcijferen van de verkoolde papyri. Dit heeft tot op heden geresulteerd in de vertaling van enkele passages maar het leeuwendeel van de inhoud van Over de natuur wordt als verloren beschouwd, totdat toekomstige technologie een betere reconstructie van de papyri mogelijk maakt.[34] Naar alle waarschijnlijkheid zijn de eerdergenoemde brief aan Herodotus en brief aan Pythocles samenvattingen van grote delen van Over de natuur.[35] Bovendien lijkt het zeer aannemelijk dat alle boekrollen afzonderlijke colleges betreffen, gegeven door Epicurus en zijn leerling Metrodorus.[36]

### Latere auteurs

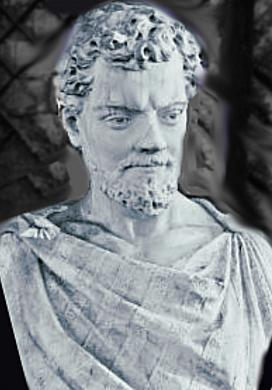
Een buste van Lucretius (Parco del Pincio, 1859-1861), de schrijver van de De Rerum Natura en daarmee mogelijk een van de belangrijkste auteurs voor een adequate reconstructie van Epicurus' filosofie.

Naast de primaire teksten van Epicurus zijn er andere auteurs die belangrijk zijn voor de reconstructie van het leven en de filosofie van Epicurus, namelijk:
- Philodemus (1e eeuw v.Chr.): Philodemus was een epicuristische filosoof woonachtig en werkzaam in Herculaneum. Net zoals dat Epicurus' hoofdwerk Over de natuur in Herculaneum is gevonden zijn er ook vele papyri gevonden die toe te schrijven zijn aan Philodemus.[37] In zijn geschriften geeft hij een epicuristische analyse van een breed scala aan thema's zoals: retorica, ethiek en (on)deugd. Bovendien zijn er ook werken waarin Philodemus het epicurisme verdedigt tegen de leer van de stoïcijnen en de peripatetici. Vanwege de overduidelijke epicuristische signatuur van zijn werk is Philodemus vanzelfsprekend een belangrijke auteur voor de reconstructie van Epicurus' filosofie.
- Lucretius (1e eeuw v.Chr.): Lucretius schreef de De Rerum Natura ("Over de natuur" òf "Over de natuur der dingen") een zes boeken tellend leerdicht waarin de leer van Epicurus uiteengezet wordt in dactylische hexameters.[n 8] De De Rerum Natura is een van de belangrijkste bronnen voor de reconstructie van de filosofie van Epicurus gezien de gedetailleerde behandeling van uiteenlopende thema's zoals het atomisme, meteorologie en de ethiek. Naar alle waarschijnlijkheid heeft Lucretius zijn leerdicht gebaseerd op Epicurus' hoofdwerk Over de natuur, waarnaar de titel De Rerum Natura ook verwijst.
- Cicero (1e eeuw v.Chr.): Cicero laat Epicurus veelvuldig aan bod komen in drie van zijn werken: De Finibus Bonorum et Malorum ("Aangaande de grenzen van goed en kwaad"), De Natura Deorum ("Over de natuur van de goden") en Tusculanae Disputationes ("Gesprekken in Tusculum"). Binnen de academische wereld is er geen eenduidige consensus of Cicero een betrouwbare weergave geeft van Epicurus en of Cicero daarmee bijgevolg gebruikt kan worden voor een adequate reconstructie van Epicurus' filosofie.[38] In alle drie de genoemde werken laat Cicero een woordvoerder van het epicurisme aan bod komen waarvan het, zoals gezegd, discutabel is of deze gezien kan worden als representatief voor het epicurisme.[n 9]
- Plutarchus (1e/2e eeuw n.Chr.): Plutarchus is de auteur van drie werken die een grove weergave geven het epicurisme: Adversus Colotem ("Tegen Colotes"), Non posse suaviter vivi secumdum Epicurum ("Dat Epicurus een prettig leven eigenlijk onmogelijk maakt") en De latenter vivendo ("Over het verborgen leven").[39] In alle drie de werken geeft Plutarchus zich duidelijk te kennen als een anti-epicurist. Adversus Colotem is een kritiek op een werk van Colotes, een vriend en leerling van Epicurus. De kritiek van Plutarchus spitst zich in dit werk toe op de kenleer en de fysica van Epicurus.[40] In Non posse suaviter vivi secundum Epicurum bekritiseert Plutarchus de ethische kant van het epicurisme.[41] In De latenter vivendo bekritiseert Plutarchus de overtuiging van Epicurus dat men ver weg moet blijven van publieke taken en de politiek.[42] Het is de gedetailleerdheid van iedere afzonderlijke kritiek die Plutarchus tot een belangrijke auteur maakt voor een adequate reconstructie van Epicurus' filosofie.
- Diogenes van Oinoanda (2e eeuw n.Chr.): Diogenes van Oinoanda was een Griekse epicurist die in zijn woonplaats Oinoanda een samenvatting van Epicurus' filosofie heeft laten graveren in een stoa.[43] Diogenes van Oinoanda en de stoa waarop zijn inscriptie gegraveerd was waren onbekend tot in 1889 de Franse archeoloog Georges Cousin op de brokstukken van de stoa stuitte.[43] In totaal vond Cousin 88 fragmenten van de muur en later in 1968 vond de Schotse onderzoeker Martin Ferguson Smith nog eens 135 fragmenten van de inscriptie.[44] De inscriptie betreft samenvattingen van de ethiek, epistemologie en de fysica van Epicurus alsook enkele leerstellingen. De inscriptie van Diogenes van Oinoanda vormt een zeer belangrijke bron voor onderzoek naar de rol van het epicurisme in de 2e eeuw n.Chr. en epicurisme in het algemeen.
- Diogenes Laërtius (3e eeuw n.Chr.): In zijn doxografie Leven en leer van beroemde filosofen, wijdt Laërtius een heel boek (boek X) aan Epicurus. Middels Laërtius zijn de drie brieven van Epicurus en een groot aantal leerstellingen overgeleverd. Daarenboven is Laërtius de belangrijkste bron wat betreft biografische informatie over Epicurus.

## Fysica

### Atomen en leegte

#### Atomen
Atomen (ἄτομος, atomos = "ondeelbaar") zijn ondeelbare deeltjes die volgens Epicurus het fundament vormen van alle samengestelde lichamen in het universum. Volgens Epicurus zijn de atomen in theorie deelbaar maar in werkelijkheid ondeelbaar: op deze manier kunnen de atomen verschillende vormen hebben en tegelijkertijd niet uit verschillende delen bestaan. Volgens Epicurus komen de atomen voor in 'onvoorstelbaar' veel verschillende vormen en bestaan er van elke vorm oneindig veel atomen in het universum. Het aantal vormen is dus 'onvoorstelbaar groot' maar desalniettemin eindig terwijl het aantal atomen van elke vorm oneindig is. Door enerzijds het aantal atomen oneindig groot te maken kon Epicurus de grote verscheidenheid aan zaken die wij in de wereld waarnemen verklaren, anderzijds correspondeert de eindige hoeveelheid verschillende vormen met het beperkt aantal waarneembare geuren, kleuren en smaken. Naast vorm hebben de atomen nog twee andere eigenschappen: grootte en massa.

#### Leegte
Leegte (κενόν, kenon) (òf ruimte (χώρᾳ, chora) òf plaats (τόπος, topos)), wordt door Epicurus gedefinieerd als een ontastbare substantie, in tegenstelling tot de vroege atomisten die leegte als 'niet-zijn' definieerden en de algemene opvatting dat substanties inherent tastbaar zijn. De naam 'plaats' kan als problematisch worden opgevat omdat elk stuk leegte gelijk is aan elkaar en een relatieve aanduiding als plaats alleen kan bestaan in relatie tot een atoom (of samengesteld lichaam) wat deze leegte opvult. Plaats moet echter begrepen worden in de zin dat iedere plaats van een atoom in potentie leegte is en iedere leegte is in potentie een plaats voor een atoom. Aangezien er een oneindige hoeveelheid atomen is, is er logischerwijs ook een oneindige hoeveelheid leegte om zo beweging van de atomen mogelijk te maken.

### Beweging van de atomen
Epicurus' theorie over de beweging van de atomen is naar alle waarschijnlijkheid gemedieerd door Aristoteles' kritiek op de vroege atomisten. Voor Aristoteles zijn er twee manieren waarop beweging mogelijk is: geforceerd of natuurlijk. Binnen het atomisme van Democritus was botsing verantwoordelijk voor de beweging van atomen, een louter geforceerde beweging dus. Volgens Aristoteles is alleen geforceerde beweging onvoldoende en is het onmogelijk voor de atomen om te botsen als zij ook niet door een natuurlijke oorzaak tot beweging gedreven worden. Het was dus aan Epicurus om de atomen ook te voorzien van een natuurlijke oorzaak voor hun beweging.
Doordat Epicurus massa introduceerde als eigenschap van de atomen kon hij een theorie staven waarbij de atomen door een natuurlijke oorzaak worden voortbewogen. Gedreven door hun massa vallen alle atomen met gelijke snelheid loodrecht door de leegte. Deze vallende beweging duurt voort totdat de atomen op andere atomen of samengestelde lichamen botsen. Epicurus werd hier echter geconfronteerd met een probleem, want als alle atomen met gelijke snelheid loodrecht omlaag vallen, komen zij nooit met elkaar in botsing.

#### Parenklisis
Om te breken met de loodrechte beweging moesten er volgens Epicurus soms minimale afwijkingen zijn waarbij de atomen lichtelijk uit hun baan raken en zo in botsing komen met elkaar. Deze afwijking, de zogeheten parenklisis (παρέγκλισις; Latijn: clinamen), komt niet voor in de overgeleverde geschriften van Epicurus maar wordt door meerdere latere auteurs wel aan hem toegeschreven. De duidelijkste uitleg van de parenklisis is terug te vinden in het leerdicht van Lucretius, als hij zich richt tot zijn patroon Memmius:
 Ik wil dat jij in deze samenhang leert 
 dat deeltjes, die door hun gewicht in lege ruimte 
 recht naar beneden snellen, op een onbepaald moment 
 en onbepaalde plaatsen een beetje uit hun baan gaan, 
 zoveel als wat je verandering van richting noemt. 
 Als zij niet plachten af te wijken, zouden alle 
 als regendruppels vallen door het lege diep, 
 geen botsing en geen stoot van deeltjes zou zich voordoen 
 en zo zou de natuur nooit iets geschapen hebben.—  De Rerum Natura II.216-24. Vert. Piet Schrijvers.
Dat de atomen op 'onbepaalde' momenten en 'onbepaalde' plaatsen van hun baan afwijken moet begrepen worden in de zin dat als de afwijkingen van de atomen ook parallel zouden zijn er alsnog geen botsingen kunnen ontstaan. Epicurus introduceert een element van toeval (τύχη, tūche) ten grondslag aan de afwijkingen van de atomen die vanuit de atomen zelf worden veroorzaakt. De parenklisis is dus noodzakelijk omdat anders het bestaan van de wereld niet verklaard kan worden en tegelijkertijd is de parenklisis noodzakelijkerwijs een spontane, toevallige, niet te voorspellen beweging. Door met de parenklisis een volledig ongedetermineerd element te introduceren biedt Epicurus enerzijds grond voor een theorie waarbij de veranderingen in de wereld volledig onttrokken worden van enige bovennatuurlijke invloed en  anderzijds geeft hij hiermee een reden waarom levende wezens beschikken over een vrije wil.

## Kosmogonie
Kosmogonie (κοσμογονία, kosmogonia) betekent voor Epicurus de creatie of het ontstaan van een wereld (κόσμος) in het oneindig grote universum. Voor Epicurus is een wereld 'een afgebakend deel van de hemel, dat sterren en een aarde en alle hemelverschijnselen omvat, dat afgescheiden is van het oneindige, en eindigt in een rand die een geringe, of grote dichtheid heeft'. Een wereld komt niet tot stand op basis van teleologie of noodzakelijkheid maar is daarentegen het product van willekeurig botsende atomen.

## Meteorologie
Epicurus poogt met zijn meteorologie om de meteorologische verschijnselen (μετέωρα, meteora) op een materialistische manier te verklaren en te ontdoen van het idee dat de goden het weer beïnvloeden. De meteorologie heeft als uiteindelijk doel het bereiken van gemoedsrust. Met meteorologie bedoelde Epicurus niet alleen de studie van verschillende verschijnselen zoals onweer, regen, hagel en sneeuw maar ook verschijnselen die men heden ten dage seismologisch of astronomisch zou noemen, respectievelijk aardbevingen en kometen. Binnen het polytheïsme van de Griekse mythologie werden  meteorologische verschijnselen traditioneel toegeschreven aan de verschillende goden. Kleuringen van het hemelgewelf zoals bijvoorbeeld het avondrood werden gezien als indicatie van de wil van de goden en ook het gedrag van dieren werd  als een voorteken van de goddelijke wil gezien. Door veelvuldig gebruik te maken van analogieën poogt Epicurus ieder meteorologisch verschijnsel te herleiden tot meerdere gelijkwaardige materialistische oorzaken.

## Filosofie
In de filosofie van Epicurus is persoonlijk geluk het hoogste goed in het menselijk leven. Centraal hierbij staat het vermijden van pijn en verdriet. Als de filosofie ons niet van onze angsten zou bevrijden, met name van onze angst voor de goden en voor de dood, dan zou er geen reden zijn om haar serieus te nemen. Dit betekent, dat de rest van Epicurus' filosofie in dienst staat van deze ethiek. Een logica of politieke filosofie heeft hij niet ontwikkeld.
Lichamelijk genot
Nastrevenswaardig is genot. Hierbij dient opgemerkt te worden dat Epicurus' benadering afwijkt van die van Aristippus in die zin dat het Epicurus om de lange termijn gaat. Zo is het onverstandig om veel te eten, wat direct genot oplevert, als dit leidt tot maagpijn. Genieten dus met mate. Daarnaast is bekend dat Epicurus zelf tevreden was met brood en water, met andere woorden een uiterst sober leven leidde. Hij schreef eens Zend mij wat kaas, opdat ik, als ik dat wil, een feestmaal kan houden.
Het is volgens Epicurus een door de natuur gegeven feit, dat zowel dier als mens het vermijden van pijn en het verkrijgen van genot nastreeft. Dit betreft puur het lichamelijke aspect. Hierbij geldt evenwel dat het verkrijgen van genot alleen bestaat uit het voldoen aan natuurlijke behoeften.
Voor wat betreft behoeften onderscheidt Epicurus drie soorten: de natuurlijke en noodzakelijke (bijvoorbeeld eten en drinken), de natuurlijke maar niet-noodzakelijke (bijvoorbeeld iets lekkers eten), en de niet-natuurlijke, niet-noodzakelijke verlangens (bijvoorbeeld streven naar bekendheid, rijkdom). Het genot waar het Epicurus om gaat, is een bevrediging van de natuurlijke behoeften. Zijn deze bevredigd, dan is er geen reden verder genot na te streven. Bedoeld is dus zeker niet het kweken van nieuwe verlangens, om die dan vervolgens proberen te vervullen, want dat schept alleen maar geestelijke onrust.
Ataraxia, geestelijk genot
De ataraxia (onverstoorbaarheid) wordt als zodanig niet als primair doel geformuleerd, maar het verkrijgen hiervan is wel nastrevenswaard. Ataraxia is een toestand van gemoedsrust en een blijvend gevoel van welbehagen, een geestelijk genot dus. Maar ataraxia is een resultaat, een toestand, daar waar het fysieke genot met een activiteit te maken heeft, die van de behoeftenbevrediging.
Afwezigheid van vrees voor de dood of voor de goden, is een van de ingrediënten die Epicurus' fysica aandraagt, en die daarmee bijdraagt aan de ataraxia. De dood gaat ons niets aan is een uitspraak van Epicurus, om aan te geven dat het leven belangrijk is om te leven.
Het beste leven volgens Epicurus is een teruggetrokken leven te midden van vrienden. De vriendschap speelt een grote rol: de epicuristische school stond bekend als besloten. Elke persoon die zich aansloot bij het epicurisme kon rekenen op de steun en het vertrouwen van de andere epicuristen. Epicurus' motto Leef in het verborgene duidt erop dat hij afraadt om publieke functies te bekleden, of anderszins te veel in de schijnwerpers te treden.
Als er fysieke pijn is, kan die niet ontkend worden. Maar we kunnen wel een tegenwicht oproepen, door te denken aan aangename dingen die we meegemaakt hebben. Dus een geestelijk plezier als tegenhanger voor fysiek ongemak.
Theologie
Er bestaan volgens Epicurus ook goden die een zorgeloos leven leiden in de ruimten tussen de diverse werelden. Net als al het andere zijn zij samengesteld uit atomen, maar lijken ze eeuwig te zijn, omdat zij op de plek waar zij verblijven niet in botsing kunnen komen met andere atomen. Ze worden geacht volmaakt gelukkig te zijn en daarbij past niet dat ze zich met mensen bemoeien. Ze lijken een soort ideaal-mensen te zijn. Omdat ze feitelijk geen functie in Epicurus' wereldbeeld hebben, kan men zich afvragen of het puur traditionalisme is geweest, dat Epicurus ertoe gebracht heeft goden te laten bestaan. Hij zegt evenwel, dat de mensen van hun bestaan op de hoogte zijn, doordat ze in dromen soms iets van hen zien.
Waarneming / Kenleer
De waarneming is volgens Epicurus de enige bron van kennis. Berekeningen en axiomatische principes leveren geen kennis: er zijn geen aangeboren ideeën e.d., er bestaat geen niet-zinnelijke wereld waarvan mensen op een bepaalde manier kennis zouden hebben.
De waarneming verklaart Epicurus door te zeggen dat voorwerpen voortdurend beelden (Gr. eidōla) afscheiden die de zintuigen bereiken. Sommige van deze beelden dringen door tot in de ziel, bijvoorbeeld beelden van de Goden in dromen. Er is geen van de waarneming onafhankelijke instantie die de waarheid van onze zintuiglijke indrukken kan beoordelen. Alleen verdere waarneming kan een eerdere waarneming corrigeren.

## Latere interpretatie
Veelal werd Epicurus afgeschilderd als een oppervlakkige, genotzuchtige filosoof; dit gebeurde in de oudheid al en werd in verhevigde mate voortgezet door de kerkvaders. Als ketter werd hij ook beschouwd door Dante die hem in De goddelijke komedie een plaats in de hel toedenkt.
Karl Marx
De jonge Karl Marx promoveerde in 1841 op het verschil tussen het atomisme van Democritus en het atomisme van Epicurus. Voor Marx was Epicurus de laatste held van de Griekse filosofie, vooral Epicurus' afwijzing van elke vorm van bijgeloof was van invloed op het denken van Marx. Als een volgeling van Hegel interpreteerde Marx de filosofie van Epicurus hoofdzakelijk middels Hegeliaanse concepten. In tegenstelling tot Hegel, echter, trachtte Marx Epicurus een prominentere plaats binnen de geschiedenis van de filosofie toe te dichten. Marx' voorliefde voor Epicurus' materialistische filosofie uit zich dan ook in zijn breuk met het Hegeliaans idealisme. Op dezelfde manier waarop Epicurus zich kritisch verhield tegenover Plato en Aristoteles, probeerde Marx ook een wending vanuit het idealistische naar het concrete te bewerkstelligen.
Festugière
A.-J. Festugière ging in Epicure et ses dieux uit 1946 verder op deze weg en stelde dat Epicurus met name de goden bestrijdt zoals die te vinden zijn in het latere werk van Plato, dat wil zeggen het tiende boek van de Wetten en de Epinomis. Dit was een soort sterren-religie, met onwrikbare wetten en straffen voor wie slecht geleefd heeft. Deze religie zou voor Epicurus een nog veel groter kwaad zijn geweest om te bestrijden dan de traditionele Griekse religie uit zijn tijd.

## Verdere literatuur
- (en) A.A. Long (1986). Hellenistic Philosophy: Stoics, Epicureans, Sceptics (2nd Edition). University of California Press. ISBN 0-520-05808-9.
- (en) David Sedley, A.A. Long (1989). The Hellenistic Philosophers: Volume 2, Greek and Latin Texts with Notes and Bibliography. Cambridge University Press. ISBN 978-0521275576.
- (en) David B. Suits (2020). Epicurus and the Singularity of Death: Defending Radical Epicureanism. Bloomsbury. ISBN 978-1-3501-3404-1.
- (en) James Warren (2006). Facing Death: Epicurus and His Critics. Clarendon Press. ISBN 978-0199297696.

- Bibsys: 90181280
- Biblioteca Nacional de España: XX1022011
- Bibliothèque nationale de France: cb13091438g (data)
- Catàleg d'autoritats de noms i títols de Catalunya: 981058523247106706
- CiNii: DA01009860
- Gemeinsame Normdatei: 118530585
- International Standard Name Identifier: 0000 0001 2136 6309
- Library of Congress Control Number: n79121664
- Nationale Bibliotheek van Letland: 000093594
- Bibliotheek van het Japanse parlement: 00620634
- Nationale Bibliotheek van Tsjechië: jn19990210193
- Nationale bibliotheek van Australië: 35066534
- Nationale Bibliotheek van Israël: 987007260978705171
- Nationale Bibliotheek van Polen: a0000001001417
- Nationale en Universitaire bibliotheek Zagreb: 000417947
- Nederlandse Thesaurus van Auteursnamen: 068590253
- Réseau des bibliothèques de Suisse occidentale: 02-A000057679
- Istituto Centrale per il Catalogo Unico: CFIV004642
- LIBRIS: 185287
- SNAC: w6tx3w65
- Système universitaire de documentation: 026851849
- Trove: 816706
- Union List of Artist Names: 500258979
- Virtual International Authority File: 64141756
- WorldCat: E39PCjJryGFVg6GgP4hxKjHvxP